# Israel en los Juegos Paralímpicos de Atlanta 1996
Israel estuvo representado en los Juegos Paralímpicos de Atlanta 1996 por un total de 40 deportistas, 37 hombres y tres mujeres.

## Medallistas
El equipo paralímpico israelí obtuvo las siguientes medallas:
| Nombre         | Deporte            | Evento                             |
| -------------- | ------------------ | ---------------------------------- |
| Oro            |                    |                                    |
| —              |                    |                                    |
| Plata          |                    |                                    |
| Nachman Wolf   | Atletismo          | Disco F41 masculino                |
| Izhar Cohen    | Natación           | 50 m libre B1 masculino            |
| Doron Shaziri  | Tiro               | Rifle libre 3 × 40 m SH1 masculino |
| Doron Shaziri  | Tiro               | English Match SH1 mixto            |
| Bronce         |                    |                                    |
| Tami Carmeli   | Bolos sobre hierba | Individual LB6 femenino            |
| Itzhak Baranes | Bolos sobre hierba | Individual LB6 masculino           |
| Ziv Better     | Natación           | 50 m libre B2 masculino            |
| Ziv Better     | Natación           | 100 m libre B2 masculino           |
| Ziv Better     | Natación           | 100 m espalda B2 masculino         |